# 友桝飲料
株式会社友桝飲料(ともますいんりょう)とは佐賀県小城市に本社を持つ日本の飲料メーカー。

## 概要
1902年、初代の友田桝吉がラムネや炭酸水などの生産を始める。家族経営ではあったが70年代には瓶入りサイダーの宅配事業で成長した。しかしペットボトルの使用認可や小売りが駄菓子屋からスーパー、コンビニに移ると清涼飲料水業界は大手メーカーの寡占が進み中小事業者は低迷。最盛期は80社を数えた佐賀県内のラムネ業者は2社にまで激減した。そんな中、2001年に新社長として就任した4代目の友田諭が中小企業ならではの小ロットでの商品開発を強みに贈答需要の掘り起こしや独自の果実飲料や炭酸飲料の開発を中心に事業を拡大し、2001年に2億円だった売り上げを、2019年には約92億円にまで拡大している。

## 事業所
- 本社 - 佐賀県小城市牛津町牛津834番地

但し登記上の所在地で実際の本社機能は小城工場にある。当地には創業当初に建てられた社屋を改修した「友桝飲料 展示資料館」を設置している。
- 小城工場 - 佐賀県小城市小城町岩蔵2575-3
- 東京支社 - 東京都中央区日本橋蛎殻町1-39-5 水天宮北辰ビル9F
- 大阪営業所 - 大阪府大阪市淀川区西中島4-2-26 天神第一ビル704号
- 名古屋営業所 - 愛知県名古屋市中区丸の内2丁目14-4 エグゼ丸の内ビル609号
- 木曾開田工場 - 長野県木曽郡木曽町開田高原西野6542番地1
- 富士山工場 - 山梨県富士吉田市上吉田字立石4935番1

## 沿革
- 1902年 - 友田桝吉が清涼飲料水の製造を始める。
- 1966年 - 有限会社友桝飲料を設立
- 1975年 - 炭酸飲料及び果汁飲料JAS認定工場の認可取得
- 2000年 - ソフトドリンクの｢商品化サポート事業（友桝ODM事業）｣開始
- 2001年 - 資本金1,000万円に増資し､株式会社友桝飲料へ組織変更
- 2002年 - 酒類製造免許(リキュール類)取得
- 2005年 - 東京営業所開設
- 2007年 - 資本金を3,000万円に増資
- 2011年 - 大阪営業所開設
- 2012年 - 小城工場（佐賀県小城市小城町岩蔵2575番地3）竣工
- 2015年 - 小城第2工場、木曾開田工場操業開始
- 2017年 - 持株会社である友桝ホールディングス株式会社を設立
- 2018年 - 友桝ホールディングスを通じてハクレイ酒造（京都府宮津市）を買収[2]
- 2020年 - 富士山工場操業開始[3]

## 特徴
相手先のブランドでの生産(OEM)はよくある事だが、友桝飲料では一歩進めて、顧客先の商品開発を設計・製造し、物流から販売支援まで一手に引き受けてしまうことに特色がある(ODM)。
中小の飲料メーカーではオーダーを受けて個人独自のラベルを貼り付けた商品を作ることも可能だが、友桝飲料では企業レベルにまで拡大している。単にラベルを張り替えただけ、というものではなく、顧客先と濃密な打ち合わせを行い、歴史や文化などを掘り下げていくことによって、顧客先の独自の商品を造り上げるのに成功している。
新商品の開発数は非常に多く2015年には炭酸・清涼飲料水の新商品開発件数が約150件で日本一。中には強炭酸飲料のように大手に先駆けて商品開発を行ったものもある。

## 商品
- こどもびいる

有限会社ウィローとの共同開発。
- スワンサイダー

創業当時から製造されていたサイダー。2005年に全国対応として復刻製造がされる。バージョンとして瓶のデザインやラベルを清酒風にした「謹製さいだぁ」がある。
- 果実サイダー

スイカサイダーやドリアンサイダーなどのラインアップがあり「あっ！と驚く陳列棚を」をキーワードにシリーズ展開している。2008年に第1弾「イチゴ」「パイン」「スイカ」が発売された。
- n.e.o

「プロが使うプロのための本物のジンジャーエール」をコンセプトに制作した本格ジンジャーエール。フレーバーでの味付けではなく、生姜と数種類の香辛料を時間をかけて煮出している。2008年発売。翌年には農林水産省の主催する「世界が認める輸出加工食品40選」でベスト4に選出された。
- LAZY AFTERNOON

日本初のクラフトルートビア。本場アメリカ人をも唸らせる製品を目標に開発。2012年発売。
- HAKUREI SPARKLING

日本酒特有の香りである「吟醸香」を加えた炭酸飲料。ノンアルコールの炭酸飲料と発泡性リキュールの2種がある。ハクレイ酒造との共同開発。2020年発売。
ほか、ラムネや炭酸水のほか、果実風味ラムネ「フルーラ」、ミニボトル入り果実サイダー「バブー」などを展開している。

### ODM商品
- 柿の雫スパークリング（福岡県） - 久留米市田主丸産の富有柿を使用した炭酸飲料。
- オリープサイダー（谷元商会・小豆島） - 小豆島の特産品であるオリーブを炭酸飲料化したもの。
- 醤油サイダー（谷元商会） - 小豆島の特産品である醤油を醤油サミット開催記念として炭酸飲料化したもの。主成分にも醤油が含まれている。
- 温泉レモネード（雲仙旅館ホテル協同組合） - 雲仙の天然水とレモンを利用したレモネード。パール・バックが雲仙に訪れたという故事から、ラベルにはパール・バックをイメージにした女性が描かれている。
- 103(てんざん)サイダー（七田酒類販売） - 清酒天山の仕込み水として使われる天山山系の水に、すだちを合わせたもの。
- トゥブーエナジー（沖縄県島尻郡八重瀬町） - 八重瀬町の町魚であるトビウオを原料としたエナジードリンク。トゥブーとはトビウオの沖縄方言[10]。
- 大分サイダー関あじ・関さば味風（JR大分シティ） - 佐賀関の海水をイメージした塩味にカボスの風味を加えたサイダー。指原莉乃（大分県出身）がプロデュースする「=LOVE」が開発を担当[11]。
- 池の水サイダー（緊急SOS!池の水ぜんぶ抜く大作戦） - テレビ東京「今日からやる会議」で開発された企画商品。クレーンゲームの景品として使用されたほか、ヴィレッジヴァンガードで販売もされた[12]。